# El detective cantante
El detective cantante (en inglés, The Singing Detective) es una miniserie de seis capítulos de la BBC y financiada por la Australian Broadcasting Corporation. Está basada en la novela de Dennis Potter y fue protagonizada por Michael Gambon con la dirección de Jon Amiel. 
Es considerada una de las mejores series de televisión británica de los 80, que realiza un sugerente homenaje al cine negro de los años 30 y 40, además de estar en la lista de «mejores programas/series de la televisión británica», realizada por el British Film Institute, siendo su puesto el n.º 20.
En 2003 se hizo una versión cinematográfica protagonizada por Robert Downey Jr..

## Sinopsis
Philip E. Marlow (Gambon) es un fracasado escritor de novela negra. Se halla postrado en una cama de hospital, con todo el cuerpo cubierto de dolorosas pústulas producto de una terrible soriasis. Su piel enferma es el reflejo de su alma; un universo plagado de recuerdos de una infancia desdichada, fracasos profesionales y un matrimonio infeliz, por no decir infernal. ¿Le engaña realmente su esposa con otro hombre que además quiere robarle el manuscrito de su mejor novela? Los doctores que le rodean día y noche, ¿son todos unos dementes que estallan continuamente en ataques euforia, improvisando números musicales? ¿o todo es fruto de la atormentada mente de Philip? 
Solo una dulce enfermera y un excéntrico doctor parecen dispuestos a ayudarle de escapar de este delirio sardónico. Pero durante su estancia en el hospital Philip empieza a perderse en unos recuerdos en los que él es un detective que además canta en un club de noche y que le persiguen unos gánster a través de unos ambientes de los años cuarenta.

## Episodios
- 1 - «Skin.»
- 2 - «Heat.»
- 3 - «Lovely Days.»
- 4 - «Clues.»
- 5 - «Pitter Patter.»
- 6 - «Who Done It.»

## Premios

### Premios BAFTA
| Año  | Categoría                          | Actor/Actriz                                                                                            | Resultado |
| ---- | ---------------------------------- | --- | --------- |
| 1986 | Mejor actor de televisión          | Michael Gambon                                                                                          | Ganador   |
| 1986 | Best Make Up                       | Frances Hannon                                                                                          | Ganadora  |
| 1986 | Best Graphics                      | Joanna Ball                                                                                             | Ganadora  |
| 1986 | Mejor actor de televisión          | Patrick Malahide                                                                                        | Nominado  |
| 1986 | Mejor actriz de televisión         | Alison Steadman                                                                                         | Nominada  |
| 1986 | Best Drama Series                  | Kenith Trodd John Harris Jon Amiel                                                                      | Nominado  |
| 1986 | Best Film Cameraman                | Ken Westbury                                                                                            | Nominado  |
| 1986 | Best Costume Design                | John Peacock Hazel Pethig                                                                               | Nominado  |
| 1986 | Best Design                        | Jim Clay                                                                                                | Nominado  |
| 1986 | Best Film Sound                    | Clive Derbyshire Rob James Susan Metcalfe Colin Ritchie British Broadcasting Corporation (BBC)          | Nominado  |
| 1986 | Best Sound (Fiction/Entertainment) | Clive Derbyshire Rob James Susan Metcalfe Colin Ritchie Mark Day British Broadcasting Corporation (BBC) | Nominado  |